# Setophaga caerulescens
La reinita azulada (Setophaga caerulescens), también denominada chipe azul pizarra, chipe azul y negro, reinita dorsiazul, cigüita azul de garganta negra y bijirita azul de garganta negra, es una especie de ave paseriforme de la familia Parulidae. Es una especie migratoria que anida en Canadá y Estados Unidos y pasa el invierno en el Caribe.

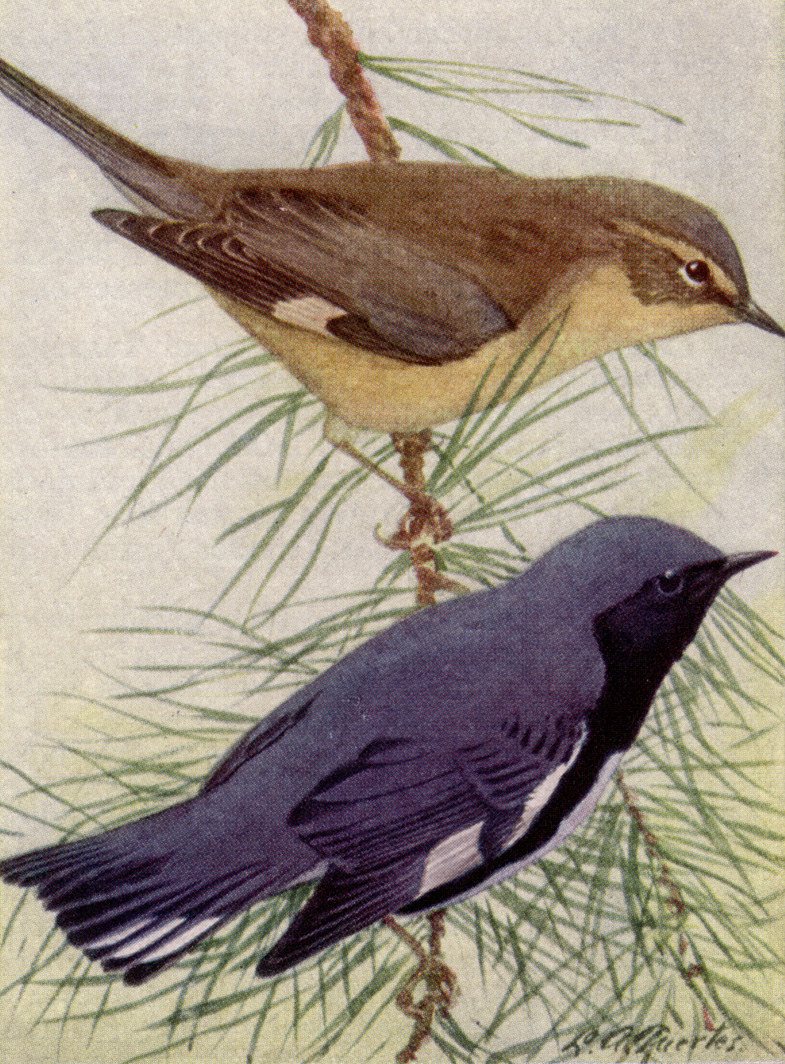
Hembra y macho. Dibujo de Louis Agassiz Fuertes.

Esta especie exhibe un fuerte dimorfismo sexual. Los machos tienen la frente, la corona y las partes dorsales color azul grisáceo; la cara, la garganta y los flancos color negro y el pecho y el vientre blancos. Las alas y cola son azul oscuro, con algo de negro y algunas plumas blancas.
Las hembras son pardo oliváceas en la cabeza y las partes dorsales, con una raya supraocular blancuzca y las mejillas oscuras. Las partes ventrales son amarillentas. En el ala hay una pequeña mancha blanca, no siempre evidente.
Los juveniles son muy similares a las hembras, pero sin mancha blanca en el ala.
En época reproductiva habita en bosques caducifolios del este de Norteamérica, en altitudes bajas a medianas. Su área de distribución comprende desde la región de los Grandes Lagos hasta Nueva Escocia, y de Nuevo Brunswick a Georgia, a lo largo de los Apalaches. Su alimento principal son insectos. Su nido es una taza construida sobre un arbusto.
En otoño migra al sur, para pasar el invierno en las Antillas, desde Bahamas hasta las islas de Sotavento. También se encuentra en la costa caribeña de la península de Yucatán, en Cozumel, Belice, Guatemala y Honduras. Hay registros accidentales en el norte y sur de México, y en el interior de Guatemala. Habita en áreas húmedas o semiáridas con presencia de arbustos; alimentándose de insectos, larvas, arácnidos y frutos.